# Benjamin Lucas-Lundy
Pour les articles homonymes, voir Lucas.
Benjamin Lucas-Lundy (de son nom de naissance et officiel Benjamin Lucas), né le 8 octobre 1990 à Amiens, est un homme politique français, ancien coordinateur du mouvement Génération.s et ancien conseiller régional des Hauts-de-France. Il est député des Yvelines depuis juin 2022.

## Biographie

### Enfance, études et débuts militants
Benjamin Lucas est né d'un père enseignant en histoire-géographie et d'une mère professeur agrégée d'économie et de gestion en BTS. En 2016, il est étudiant en droit à l'université de Picardie, « peu assidu depuis qu'il est permanent MJS ».
À l'âge de onze ans, Benjamin Lucas commence à s'engager en politique en manifestant contre la présence de Jean-Marie Le Pen au deuxième tour de l'élection présidentielle de 2002. En 2006, à l'âge de seize ans, il s'oppose au contrat première embauche (CPE) en prenant la tête de la lutte dans son lycée amiénois (Robert-de-Luzarches). La même année, il adhère au Parti socialiste.

### Mouvement des jeunes socialistes
En décembre 2015, seul candidat en lice, Benjamin Lucas est élu président du Mouvement des jeunes socialistes (MJS) où il succède à Laura Slimani. Il met entre parenthèses ses études de droit.
Il est candidat aux élections législatives de juin 2017 dans la cinquième circonscription de la Somme, sous l'étiquette Parti socialiste. Il décide ensuite de se rétracter au profit d'une candidate communiste avant de finalement se présenter sur la deuxième circonscription de la Somme en tant que suppléant du premier fédéral du PS de la Somme, Philippe Casier. Le duo ne parvient cependant pas à dépasser le premier tour, terminant sixième avec 5,72 %.
Son mandat de président du MJS se termine le 10 février 2018, à l'occasion du treizième congrès du mouvement. Il quitte le PS le 22 février 2018 pour rejoindre Génération.s. Dans son édition du 24 janvier 2018, Le Canard enchaîné révèle sa volonté de rejoindre officiellement Génération.s à l'issue du congrès du MJS prévu les 10 et 11 février 2018.

### Génération.s
Il est d'abord secrétaire général puis porte-parole de Génération.s. Le 27 novembre 2020, il est élu coordinateur national de Génération.s avec 71,26 % des suffrages des adhérents au côté de Sophie Taillé-Polian[source insuffisante]. Leurs mandats prennent fin lors de la convention nationale de Génération.s des 19 et 20 novembre 2022, où Léa Filoche et Arash Saeidi sont élus à la coordination nationale du parti.
Candidat sur la liste d'union de la gauche et des écologistes menée par Karima Delli aux élections régionales de 2021 dans les Hauts-de-France, il est élu conseiller régional le 27 juin 2021.
En mars 2022, il se présente comme candidat du Pôle écologiste aux élections législatives dans la deuxième circonscription du Nord. Sa candidature fait l'objet de critiques d'adhérents Génération.s et Europe Écologie Les Verts de la circonscription ne la jugeant pas légitime.
Il est élu député de la huitième circonscription des Yvelines le 19 juin 2022. Il démissionne alors de son mandat de conseiller régional des Haut-de-France en octobre 2023, et Loïc Pen lui succède. 
Il lance une commission d'enquête en 2025 sur les défaillances des pouvoirs publics face à la multiplication des plans de licenciements.

### Vie privée
En couple avec Roxane Lundy, il devient Benjamin Lucas-Lundy en 2024.

## Prises de positions
Proche de Benoît Hamon, il est décrit comme « anti-Valls » et s'oppose au projet de loi de réforme du Code du travail de Myriam El Khomri. Il participe également au lancement du Mouvement du 1er juillet de Benoît Hamon, où il prononce un discours, puis au premier séminaire de travail du mouvement en septembre 2017.

## Synthèse des résultats électoraux

### Élections législatives
| Année | Parti  | Parti | Circonscription | 1er tour | 1er tour | 1er tour | 2d tour | 2d tour | 2d tour | Issue |
| Année | Parti  | Parti | Circonscription | Voix     | %        | Rang     | Voix    | %       | Rang    | Issue |
| ----- | ------ | ----- | --------------- | -------- | -------- | -------- | ------- | ------- | ------- | ----- |
| 2022  |        | G·s   | 8e des Yvelines | 10 054   | 33,37    | 1er      | 15 849  | 56,41   | 1er     | Élu   |
| 2024  | 20 416 | G·s   | 8e des Yvelines | 44,92    | 1er      | 27 801   | 63,55   | 1er     | Élu     |       |